# Бунье, Гаэль
Гаэ́ль Бунье́ (фр. Gaëlle Buniet; 21 января 1978, Гранд-Сент, Франция) — французская гребчиха, участница двух летних Олимпийских игр, многократная чемпионка Франции.

## Спортивная биография
Гаэль Бунье родилась 21 января 1978 года в городе Гранд-Сент. На молодёжном уровне главным достижением для Гаэль стало шестое место, завоёванное на юниорском чемпионате мира в 1996 году в соревнованиях двоек парных. В 1997 и 1998 годах Бунье дважды становилась победительницей Кубка Наций.
В 2000 году Бунье дебютировала на летних Олимпийских играх 2000 года в Сиднее. Гаэль выступила в соревнованиях двоек парных. Напарницей Бунье стала Селин Гарсия. В первом раунде французский экипаж показал время 7:15,39 и занял в своём заплыве 3-е место. В дополнительной гонке француженки меньше секунды уступили в борьбе за второе место спортсменкам из Австралии и отправились в финал B. В утешительном финале Бунье и Гарсия показали второй результат и заняли итоговое 8-е место.
На летних Олимпийских играх 2004 года Бунье вновь выступила в соревнованиях двоек парных, но в этот раз напарницей Гаэль стала Каролин Дела. В предварительном раунде французский экипаж занял предпоследнее место в своём заплыве и не смог отобраться напрямую в полуфинал. В дополнительной гонке француженки показали последний результат и отправились в финал B. В утешительном финале Бунье и Дела, показав результат 6:52,55, заняли первое место в своём заплыве и общее 7-е место по итогам соревнований.
На чемпионатах мира лучшим результатом в карьере Бунье является 5-е место, завоёванное в 1998 году на чемпионате в немецком Кёльне. Также Гаэль является семикратной чемпионкой Франции (в четвёрках парных — 2001, 2002, 2003, 2004, 2005, 2008, в двойках парных — 2003). В 2008 году, не попав на летние Олимпийские игры в Пекине, Бунье завершила свою спортивную карьеру.